# Como
Como (latinsky Novum Comum) je italské město v oblasti Lombardie, hlavní město stejnojmenné provincie. Leží u jezera Como.
Sousedí se Švýcarskem, sousední obce jsou: Blevio, Brunate, Capiago Intimiano, Casnate con Bernate, Cavallasca, Cernobbio, Chiasso (Švýcarsko), Grandate, Lipomo, Lugano, Maslianico, Montano Lucino, San Fermo della Battaglia, Senna Comasco, Tavernerio, Torno, Vacallo (Švýcarsko).

## Poloha města
Město leží v nadmořské výšce 201 m n. m. severně od Milána v podhůří Alp na břehu velkého jezera Lago di Como (Komské jezero). Je největším z měst u tohoto jezera. Severně od města je hranice Itálie se Švýcarskem. Nejhezčí výhled na jezero je z Piazza Cavour.

## Ekonomika
Hlavní ekonomické faktory jsou turistika a průmysl. Dále je město světoznámé pro svou hedvábnou manufakturu.

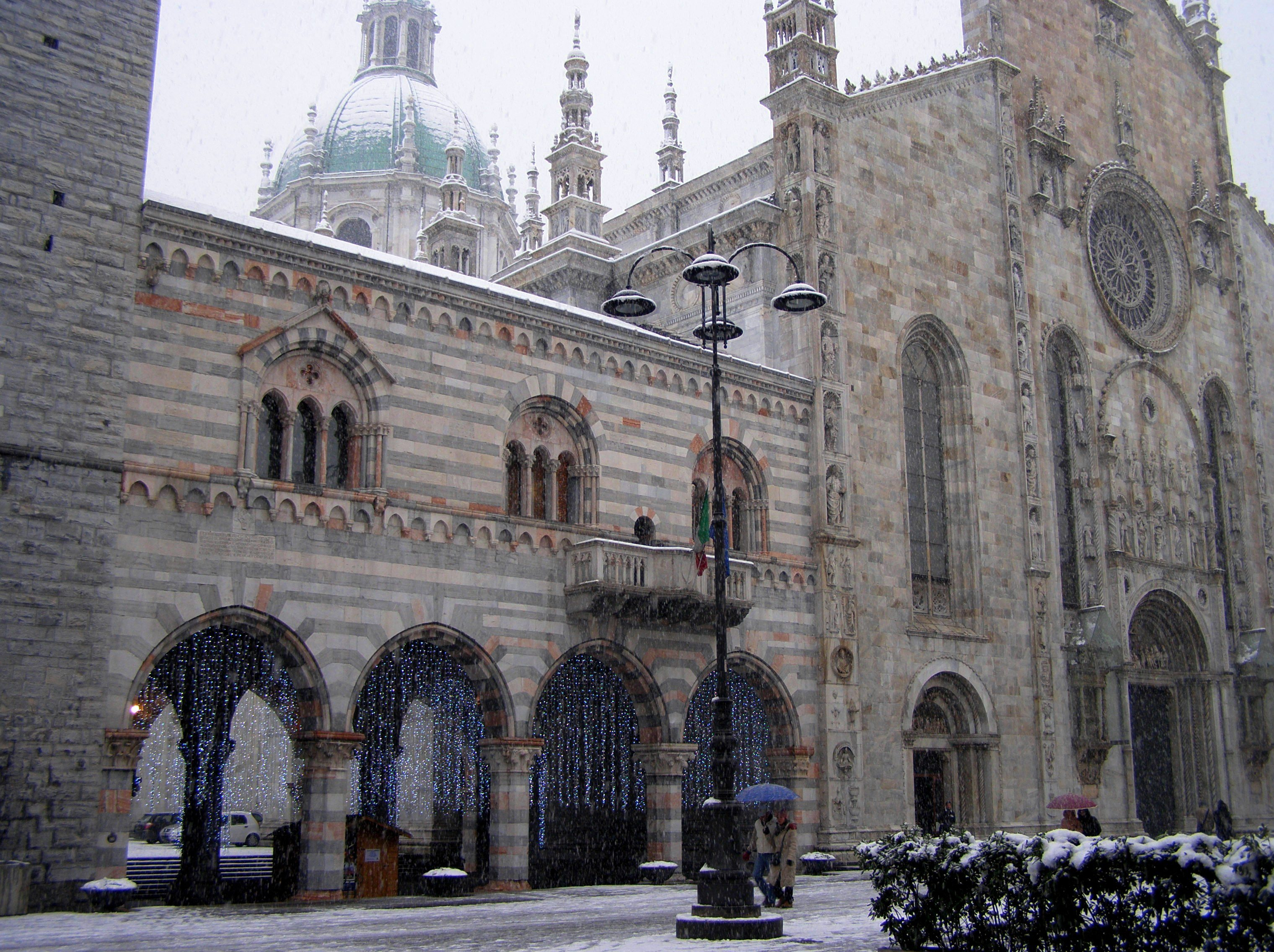
Dóm a Broletto

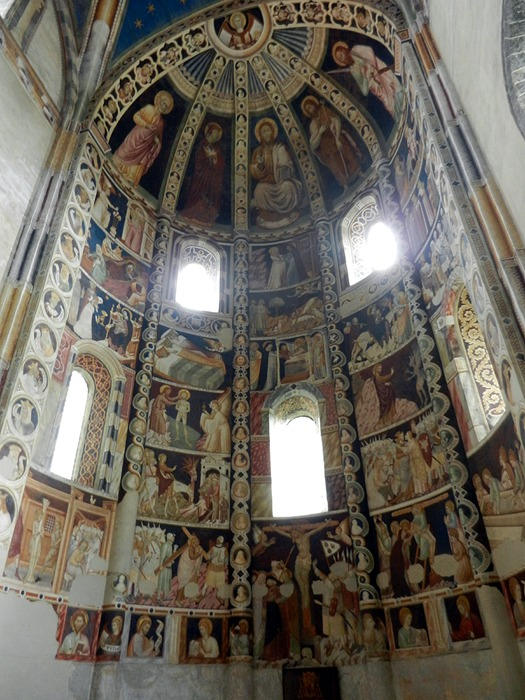
Sant'Abbondio- gotické fresky

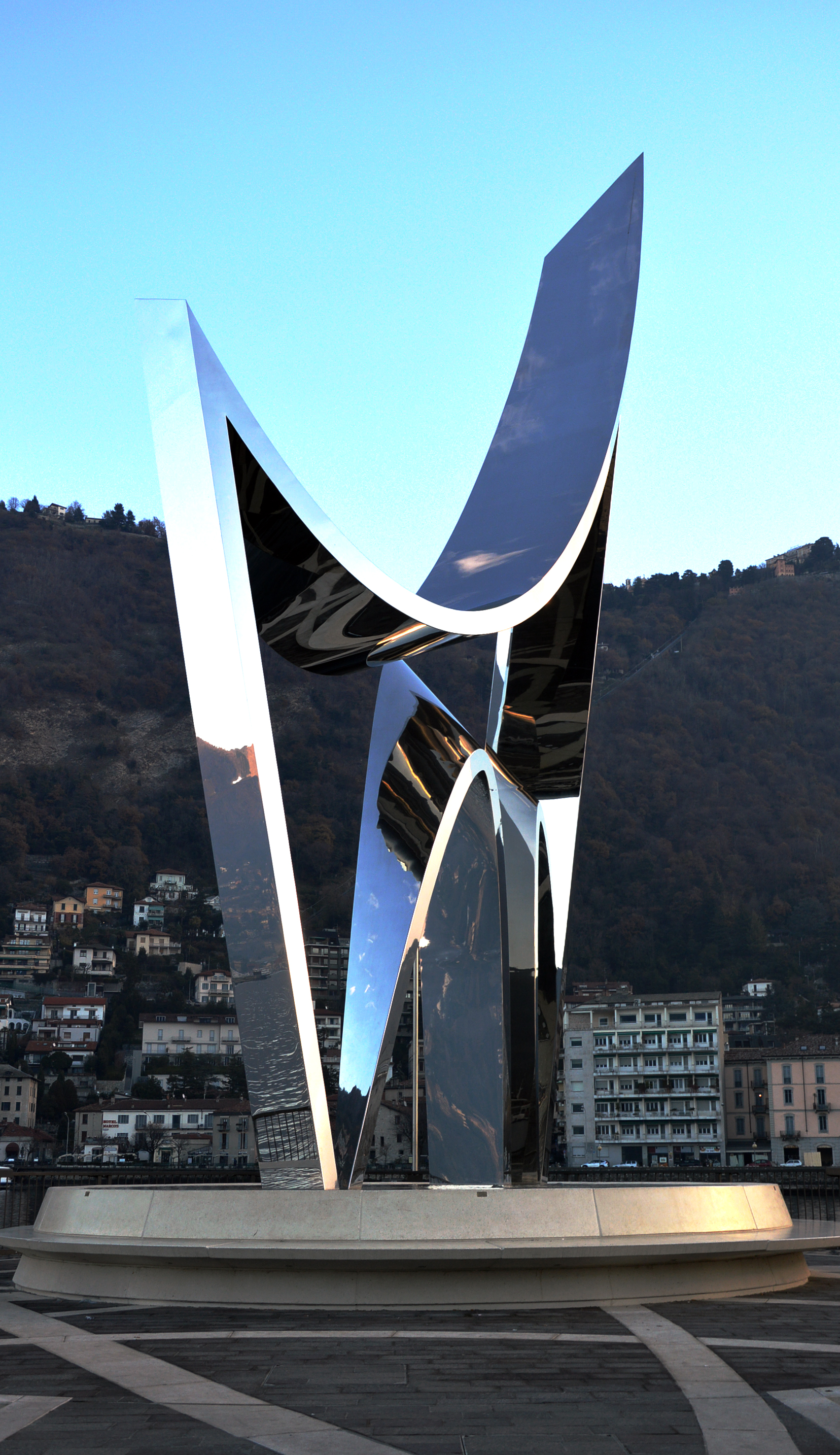
Daniel Libeskind: Life electric – pocta A. Voltovi

## Památky
- Katedrála, Il Duomo di Como – gotický dóm, trojlodní, založen ve 14. století, dokončen v 17. století, uvnitř soubor italských renesančních a barokních gobelínů s biblickými scénami
- Basilica di Sant'Abbondio – bazilika sv. Abbondia – románský kostel ze 12. století, hrob comského sv. biskupa Abbondia v proskleném sarkofágu v hlavním oltáři; cyklus unikátních gotických fresek v presbytáři, z let 1315-1324
- Il Brolleto – radnice, nejstarší budova městské rady, založena roku 1215, propojena s dómem.[2]
- Basilica San Fedele – barokní interiér, cyklus fresek Kristovy pašije (autor Carlo Carlone)
- Chiesa San Giacomo – barokní fresky Carlo Carlone
- Chiesa di S. Giorgio – románský kostel sv. Jiří s freskami ze 13. století, přestavěn v baroku
- Villa Olmo
- Ospedale grande di sant'Anna – renesanční budova městské konzervatoře, bývalý špitál, postaven r. 1485.
- Palác Life Electric, návrh architekt Daniel Libeskind, pocta Alessandru Voltovi (2015)
- Palazzo Novocomum ("Transatlantico"), funkcionalistická stavba, arch. Giuseppe Terragni

- Castel Baradello – středověký hrad na skále nad městem; spojení do vrchu zajišťuje lanovka (Funicolare Como)
- Opevnění města s věžemi a dvěma branami – středověké hradby
- Pomník fyzika Alexandra Volty

## Muzea a galerie
- Pinacoteca
- Museo didattico della Seta di Como – muzeum hedvábí
- Tempio Voltiano – neoklasicistní budova z roku 1927, muzeum Alessandra Volty

## Vývoj počtu obyvatel
Počet obyvatel

## Partnerská města
- Fulda, Německo, 1960
- Nábulus, Palestina
- Netanja, Izrael
- Tōkamachi, Japonsko
- Triest, Itálie